# Suramadu-Brücke

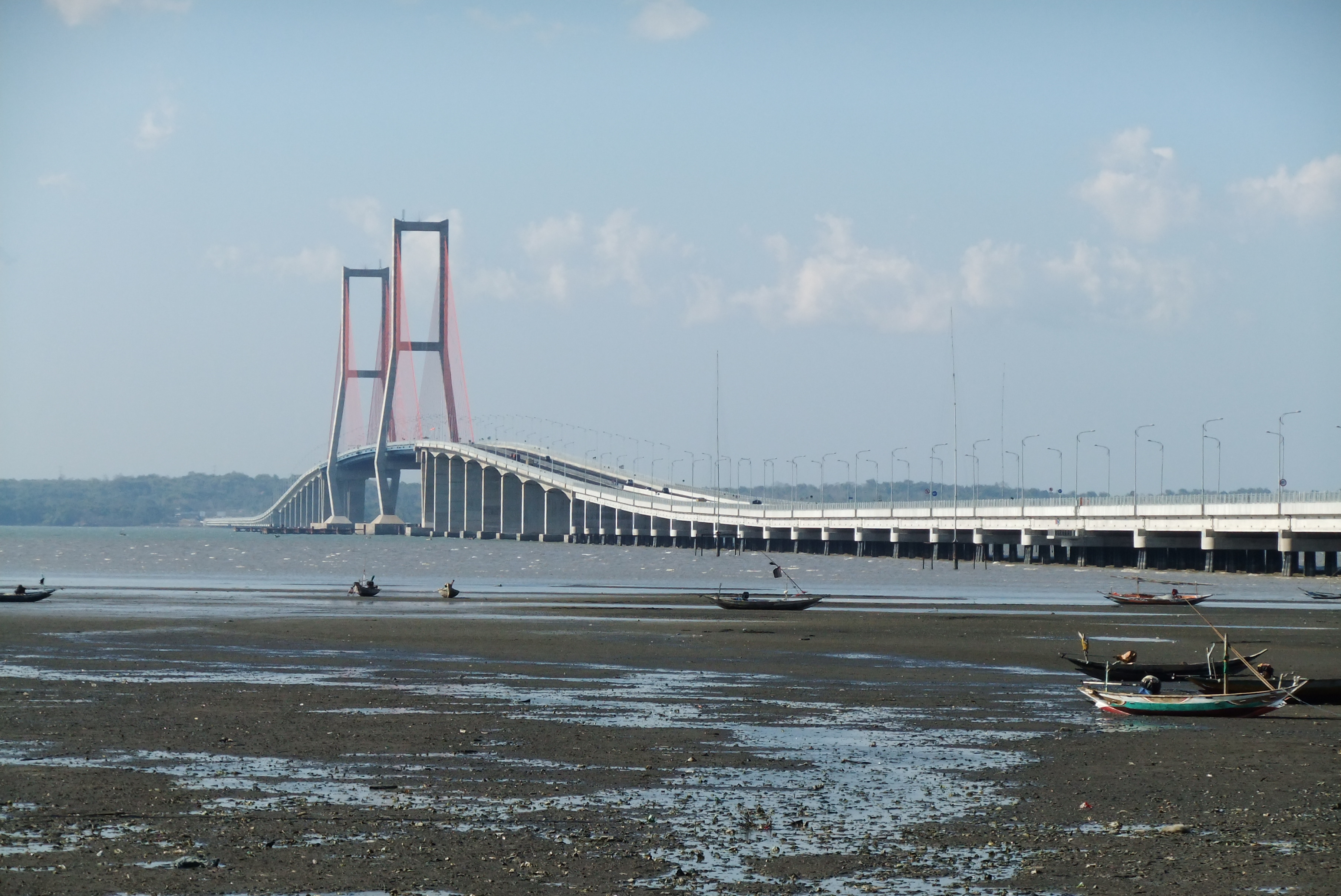
Die Suramadu-Brücke von Surabaya aus gesehen

Die Suramadu-Brücke (auch Surabaya–Madura-Brücke; indonesisch: Jembatan Suramadu) ist die längste Brücke in Indonesien. Sie verbindet die Städte Surabaya auf der Insel Java und Bangkalan auf der Insel Madura. Der Bau der 5,4 km langen Straßenbrücke über die Straße von Madura begann am 20. August 2003, eröffnet wurde die einzige Brücke zwischen den beiden Inseln am 10. Juni 2009.
Konstruktives Herzstück der mautpflichtigen Suramadu-Brücke ist eine Schrägseilbrücke in drei Segmenten von 192, 434 und 192 Metern Länge. Sie weist zwei Fahrspuren in jeder Fahrtrichtung und je eine Spur für Rettungsfahrzeuge sowie Krafträder auf.
Die Baukosten der von einem indonesisch-chinesischen Konsortium errichteten Brücke wurden auf 4,5 Billionen indonesische Rupiah (445 Mio. US-Dollar) geschätzt.